# Felipe Pascucci
Felipe Pascucci (ur. 1907 w Genui, zm. 18 grudnia 1966) – włoski trener osiadły w Argentynie.
Pascucci prowadził kadrę reprezentacji Argentyny w finałach mistrzostw świata w 1934 roku, gdzie Argentyna odpadła już w pierwszej rundzie po porażce z reprezentacją Szwecji.
W Argentynie pracował w wielu klubach, w tym w 1933 w słynnym River Plate.